# Iconoclast (Symphony-X-Album)
Iconoclast ist das achte Studioalbum der US-amerikanischen Progressive-Metal-Band Symphony X, es wurde am 17. Juni 2011 über Nuclear Blast veröffentlicht.

## Hintergrund
In einem Interview auf Heavy Metal Thunder sagte Sänger Russell Allen: „Das lyrische Konzept des Albums basiert auf der Idee, dass Maschinen alles übernehmen und all die Technologie, die unsere Gesellschaft umgibt, so ziemlich unser Untergang ist.“ Weiter sagte er, dass „… es keine Geschichte, sondern eher ein Thema, wie bei The Dark Side of the Moon von Pink Floyd sei.“ Der Illustrator und Filmkonzeptkünstler Warren Flanagan, der auch schon bei Watchmen – Die Wächter oder Der unglaubliche Hulk mitwirkte, und schon das Cover von Paradise Lost gestaltete, kehrte als Artdirector für Iconoclast zurück. Er erzählt von seinem kreativen Prozess beim Artwork des Albums: „Die Idee war, eine Bildsprache zu schaffen, die ein wenig dunkler ist als bei früheren Symphony-X-Alben, und das Gesamtthema von Iconoclast im Artwork zu repräsentieren. Das ganze Konzept kam von Michael Romeo, der eine starke Vorstellung davon hatte, was das Cover basierend auf der Musik darstellen sollte. Ich habe es einfach übernommen. Als der Titel des Albums feststand, habe ich das Bild auf die Bedeutung des Titels ausgerichtet. Ich wollte auch die charakteristischen Masken der Band verwenden, sie aber auf eine Weise präsentieren, die eine Verbindung zum neuen Album herstellt.“

## Titelliste
Iconoclast wurde in zwei verschiedenen Editionen veröffentlicht: einer Single-Disk-Version und einer Doppel-CD-Sonderedition im Hardcover-Digipak. Michael Romeo erklärte, dass die Special Edition die Reihenfolge der Tracks enthält, die die Band ursprünglich veröffentlichen wollte, ihr Label Nuclear Blast aber eine  auch  eine Single-Disc-Version auf den Markt bringen wollte. Laut Romeo ist der Titel Reign in Madness der eigentliche Abschluss des Albums.
Die Musik wurde von Michael Romeo geschrieben.

### Standard Edition
| Nr.          | Titel                      | Text                         | Länge |
| ------------ | -------------------------- | ---------------------------- | ----- |
| 1.           | Iconoclast                 | Russell Allen, Michael Romeo | 10:53 |
| 2.           | The End of Innocence       | Allen, Romeo                 | 5:29  |
| 3.           | Dehumanized                | Allen, Romeo                 | 6:49  |
| 4.           | Bastards of the Machine    | Allen, Romeo                 | 4:58  |
| 5.           | Heretic                    | Allen, Romeo                 | 6:26  |
| 6.           | Children of a Faceless God | Allen, Romeo                 | 6:22  |
| 7.           | Electric Messiah           | Allen                        | 6:15  |
| 8.           | Prometheus (I Am Alive)    | Allen, Romeo                 | 6:48  |
| 9.           | When All Is Lost           | Allen, Romeo                 | 9:10  |
| Gesamtlänge: | Gesamtlänge:               | Gesamtlänge:                 | 63:10 |

### Special Edition
| Nr.          | Titel                      | Text         | Länge |
| ------------ | -------------------------- | ------------ | ----- |
| 1.           | Iconoclast                 | Allen, Romeo | 10:51 |
| 2.           | The End of Innocence       | Allen, Romeo | 5:27  |
| 3.           | Dehumanized                | Allen, Romeo | 6:47  |
| 4.           | Bastards of the Machine    | Allen, Romeo | 4:56  |
| 5.           | Heretic                    | Allen, Romeo | 6:24  |
| 6.           | Children of a Faceless God | Allen, Romeo | 6:20  |
| 7.           | When All Is Lost           | Allen, Romeo | 9:10  |
| Gesamtlänge: | Gesamtlänge:               | Gesamtlänge: | 49:55 |

| Nr.          | Titel                   | Text         | Länge |
| ------------ | ----------------------- | ------------ | ----- |
| 8.           | Electric Messiah        | Allen        | 6:13  |
| 9.           | Prometheus (I Am Alive) | Allen, Romeo | 6:46  |
| 10.          | Light Up the Night      | Allen        | 5:03  |
| 11.          | The Lords of Chaos      | Allen        | 6:09  |
| 12.          | Reign in Madness        | Allen, Romeo | 8:37  |
| Gesamtlänge: | Gesamtlänge:            | Gesamtlänge: | 32:48 |

## Besetzung
Band
- Russell Allen: Gesang
- Michael Romeo: Gitarren, Keyboards
- Michael Pinnella: Keyboards
- Michael LePond: Bassgitarre
- Jason Rullo: Schlagzeug

Technik
- Michael Romeo: Produktion, Tonaufnahme, Tontechnik
- Jens Bogren: Toningenieur, Mastering
- Warren Flanagan: Coverdesign

## Rezeption

### Rezensionen
Die Kritiken zu Iconoclast  fallen auf dem deutschsprachigen Progresseive-Rock-Portal Babyblaue Seiten negativ aus, es erhält gerade einmal 4 und 5/15 Punkten. Michael Hirte kommt das Album wie eine „… seelenlose Selbstdarstellung…“ vor, das „in seinen technischen Möglichkeiten … seine Tiefe und dadurch auch einen Großteil seiner Relevanz verloren [hat]“ und hält es für „ein Metal-Album unter vielen.“ Gunnar Claußen bemängelt kompositorische Unzulänglichkeiten, auch in der Instrumentierung: „Es gibt keine kurzen und keine richtig langen Stücke, und das ist schlichtweg der Tod sämtlicher Qualitäten dieser Band: An sich passables Material wird hier entsetzlich in die Länge gezogen, markante Melodien werden bis zum Erbrechen wiederholt.“ Er hält es für ‚… ein reichlich anstrengendes Album und aus meiner Sicht bislang ein richtiger Tiefschlag in der sonst so illustren Symphony-X-Diskografie.‘
Positiver fallen Rezensionen auf englischsprachigen  Portalen aus, wie auf Prog Archives, wo es 3,76/5 Punkten von 497 Nutzern erringt. Benutzer JJLehto schreibt: „Jedes Mitglied dieser Band ist immens talentiert, und jeder von ihnen kann es zeigen, wenn auch selten in virtuosem Stil, sie wissen auch jeder ihren Platz und alles passt perfekt zusammen. Das ist der Grund, warum ich Symphony X als eine der besten Metalbands ihrer Zeit betrachte…“ Auf AllMusic urteilt Eduardo Rivadavia: „Mit diesem Album zeigen sich Symphony X in bester Kampfform und fügen ihrem beeindruckenden und stetig wachsenden Vermächtnis ein weiteres denkwürdiges Kapitel hinzu.“ Er gibt dem Album die volle Punktzahl und in der Publikumswertung liegt es bei 4,5/5 Punkten.

### Charts und Chartplatzierungen
In den Deutschen Albumcharts erreichte Iconoclast Platz 25, in Österreich Platz 42 und in der Schweiz Platz 29.
In den US-amerikanischen Billboard 200 debütierte Iconoclast auf Platz 76. Es erreichte außerdem Platz 7 der Top Hard Rock Charts, Platz 19 der Top Rock Charts und Platz 13 der Independent Charts. Das Album avancierte in allen vier Ländern zum bis dato bestplatzierten Album. In Deutschland und der Schweiz erreichte das Nachfolgealbum Underworld (2015) bessere Chartplatzierungen.
| ChartsChartplatzierungen       | Höchstplatzierung | Wochen |
| ------------------------------ | ----------------- | ------ |
| Deutschland (GfK)              | 25 (1 Wo.)        | 1      |
| Österreich (Ö3)                | 42 (1 Wo.)        | 1      |
| Schweiz (IFPI)                 | 29 (1 Wo.)        | 1      |
| Vereinigte Staaten (Billboard) | 76 (1 Wo.)        | 1      |